# Beliops xanthokrossos
Beliops xanthokrossos is een straalvinnige vissensoort uit de familie van rifwachters of rondkoppen (Plesiopidae). De wetenschappelijke naam van de soort is voor het eerst geldig gepubliceerd in 1985 door Hardy.